# Cutremurul din Ludian (2014)
Cutremurul din Ludian a fost un cutremur cu o magnitudine de 6,1 grade pe scara Richter, produs la ora 08:30:13 UTC (16:30 timp local),
pe data de 3 august 2014, cu epicentrul în provincia Ludian, la o adâncime de 10 km.Seismul a fost urmat de peste 40 de replici, unele depășind 5 Mw.

## Distrugeri și victime
Cutremurul a distrus 12,000 de case în Ludian, a avariat altele 30,000, producând astfel pagube în valoare de 6 miliarde de dolari.Majoritatea clădirilor distruse și avariate, erau clădiri vechi din cărămidă.
Aproximativ 3,500 de militari au participat la operațiunile de salvare.În total, au fost evacuate peste 35,000 de persoane.Autoritățile chineze au anunțat că 391 persoane au decedat, 1,801 sunt rănite, iar 3 sunt dispărute.
Pe data de 8 august ora 7:00 UTC, autoritățile au anunțat că bilanțul tragediei a ajuns la 617 morți,
  3,143 răniți și 112 dispăruți, după cum urmează:
| Victime   | Ludian | Qiaojia | Zhaoyang | Huize | Total | Dată                    |
| --------- | ------ | ------- | -------- | ----- | ----- | ----------------------- |
| Morți     | 526    | 78      | 1        | 12    | 617   | 8 august 2014, 7;00 UTC |
| Răniți    | 1,713  | 290     | ?        | 370   | 3,143 | 8 august 2014, 7;00 UTC |
| Dispăruți | 109    | 3       | 0        | 0     | 112   | 8 august 2014, 7;00 UTC |

## Replici
În total au fost înregistrate 763 de replici, cea mai mare având magnitudinea de 4,2 ML.
Lista replicilor de peste 3 ML:
| Referință | Dată     | (°N) | (°E)  | Focarul seismului（Km） | Magnitudine (ML) | Epicentru                                 | Oră（BJT） |
| --------- | -------- | ---- | ----- | ----------------------- | ---------------- | ----------------------------------------- | ---------- |
| [ 26 ]    | 2014-8-3 | 27.1 | 103.4 | 5                       | 3.3              | Ludian, Orașul Zhaotong, Provincia Yunnan | 16:45:18   |
| [ 26 ]    | 2014-8-3 | 27.1 | 103.4 | 5                       | 3.1              | Ludian, Orașul Zhaotong, Provincia Yunnan | 18:12:41   |
| [ 26 ]    | 2014-8-3 | 27.1 | 103.4 | 9                       | 3.1              | Ludian, Orașul Zhaotong, Provincia Yunnan | 18:34:00   |
| [ 26 ]    | 2014-8-3 | 27.1 | 103.4 | 5                       | 4                | Ludian, Orașul Zhaotong, Provincia Yunnan | 19:07:20   |
| [ 26 ]    | 2014-8-3 | 27   | 103.4 | 8                       | 3.1              | Ludian, Orașul Zhaotong, Provincia Yunnan | 19:46:31   |
| [ 26 ]    | 2014-8-3 | 27.1 | 103.4 | 5                       | 4.1              | Ludian, Orașul Zhaotong, Provincia Yunnan | 21:47:07   |
| [ 26 ]    | 2014-8-3 | 27.1 | 103.3 | 11                      | 4.1              | Ludian, Orașul Zhaotong, Provincia Yunnan | 22:28:29   |
| [ 26 ]    | 2014-8-4 | 27.1 | 103.4 | 5                       | 4.2              | Ludian, Orașul Zhaotong, Provincia Yunnan | 3:30:31    |
| [ 26 ]    | 2014-8-4 | 27.1 | 103.4 | 5                       | 3.1              | Ludian, Orașul Zhaotong, Provincia Yunnan | 7:06:10    |

## Donații

### Guvern și organizații
| Nume                                       | Donație (CNY) | Referință |
| ------------------------------------------ | ------------- | --------- |
| Primăria din Beijing                       | 10,000,000    | [ 27 ]    |
| Primăria din Shanghai                      | 10,000,000    | [ 28 ]    |
| Fundația Li Ka Shing                       | 30,000,000    | [ 29 ]    |
| Biroul de Finanțe din Zhangjiakou          | 1,000,000     | [ 30 ]    |
| Primăria din Shanxi                        | 5,000,000     | [ 31 ]    |
| Primăria din Liaoning                      | 5,000,000     | [ 32 ]    |
| Primăria din Shenzhen                      | 5,000,000     | [ 33 ]    |
| Primăria din Yongshan                      | 1,000,000     | [ 34 ]    |
| Crucea Roșie din Macao                     | 300,000       | [ 35 ]    |
| Crucea Roșie din Jiangxi                   | 100,000       | [ 36 ]    |
| Partidul Comunist Chinez                   | 1,000,000     | [ 37 ]    |
| Comunitatea chineză din San Francisco, SUA | 307,895       | [ 38 ]    |

### Companii
| Nume                                                  | Donație (CNY) | Referință |
| ----------------------------------------------------- | ------------- | --------- |
| Yunnan Provincial Tobacco Monopoly Bureau             | 10,000,000    | [ 39 ]    |
| Yunnan Tobacco Industry Limited Liability Company     | 10,000,000    | [ 40 ]    |
| China Petroleum Natural Gas Group Company             | 5,000,000     | [ 41 ]    |
| Yunnan Province Rural Credit Cooperatives             | 5,000,000     | [ 42 ]    |
| GE                                                    | 3,000,000     | [ 43 ]    |
| Wuliangye                                             | 4,000,000     | [ 44 ]    |
| China Resources                                       | 5,000,000     | [ 45 ]    |
| Wanda Group                                           | 10,000,000    | [ 46 ]    |
| Fundația Tencent                                      | 5,000,000     | [ 47 ]    |
| Fundația Baidu                                        | 5,000,000     | [ 48 ]    |
| Xiaomi                                                | 1,000,000     | [ 49 ]    |
| NetEase                                               | 3,000,000     | [ 50 ]    |
| Qihoo                                                 | 3,000,000     | [ 51 ]    |
| JD.com                                                | 5,000,000     | [ 52 ]    |
| Alibaba Group                                         | 5,000,000     | [ 53 ]    |
| Thunder Networking Technologies                       | 1,000,000     | [ 54 ]    |
| Yili Group                                            | 5,000,000     | [ 55 ]    |
| Haier                                                 | 6,000,000     | [ 56 ]    |
| Evergrande Real Estate Group                          | 10,000,000    | [ 57 ]    |
| Taiwan Compatriots Investment Enterprises Association | 2,000,000     | [ 58 ]    |
| Want Want                                             | 2,000,000     | [ 59 ]    |
| Beijing City Association                              | 1,000,000     | [ 60 ]    |
| Industrial and Commercial Bank of China               | 5,000,000     | [ 61 ]    |
| China Construction Bank                               | 5,000,000     | [ 62 ]    |
| China Development Bank                                | 5,000,000     | [ 63 ]    |
| Apple Inc.                                            | 10,000,000    | [ 64 ]    |

### Donații personale
| Nume             | Donație(CNY) | Referință |
| ---------------- | ------------ | --------- |
| Adili Maimaitito | 500,000      | [ 65 ]    |
| Han Hong         | 1,000,000    | [ 66 ]    |
| Huang Xiaoming   | 100,000      | [ 66 ]    |
| Zhang Guoli      | 500,000      | [ 66 ]    |
| Jay Chou         | 500,000      | [ 66 ]    |
| Mickey He        | 500,000      | [ 66 ]    |